# Adolph von Wintzingerode

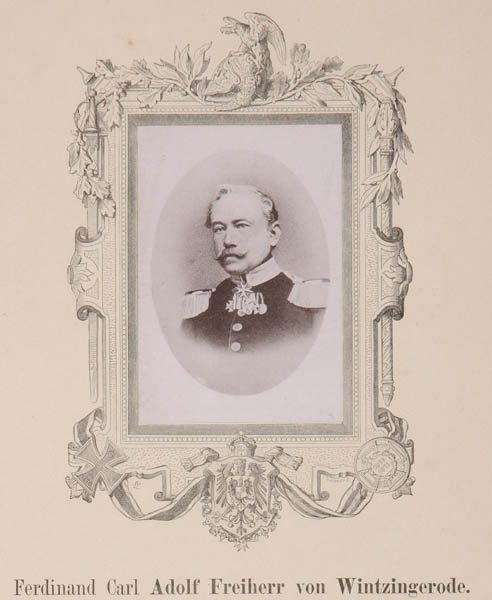
Ferdinand Karl Adolph Freiherr von Wintzingerode (1801–1874)

Adolph Ferdinand Karl Freiherr von Wintzingerode (* 16. Februar 1801 in Hanau; † 18. März 1874 in Bonn) war ein preußischer Generalleutnant.

## Leben

### Herkunft
Seine Familie stammte aus dem heute thüringischen Eichsfeld. Er war der zweitälteste Sohn des hessen-kasselschen Kammerrates Levin von Wintzingerode (1768–1813) und dessen Ehefrau Amalie Luise, geborene von Motz (1776–1840). Seine Brüder waren der spätere Staatsminister Friedrich von Wintzingerode (1799–1870), der Regierungspräsident Heinrich von Wintzingerode (1806–1864) und der Minister Philipp von Wintzingerode (1812–1871).

### Werdegang
Wintzingerode begann seine Laufbahn 1819 als Füsilier im 32. Infanterie-Regiment und avancierte dort noch im selben Jahr zum Portepeefähnrich sowie 1821 zum Sekondeleutnant. 1826 wurde er zum Lehr-Infanterie-Bataillon kommandiert und war ab 1829 Adjutant der 15. Landwehr-Brigade. Er stieg 1831 zum Premierleutnant auf und wurde 1834 Adjutant bei der Inspektion der Besetzung der Bundesfestung Mainz. Wintzingerode wurde 1838 dem 38. Infanterie-Regiment aggregiert. Ab 1844 war er Adjutant beim Generalkommando des VIII. Armee-Korps und erhielt 1845 seine Beförderung zum Major. 1846 war er Bataillonskommandeur im 40. Infanterie-Regiment und seit 1850 Chef des Generalstabes des VI. Armee-Korps. 1851 erhielt er den Johanniter-Orden. Er stieg 1852 weiter auf zum Oberstleutnant, 1853 zum Oberst, war 1857 Kommandeur der 5. Infanterie-Brigade und noch im selben Jahr Kommandeur der 30. Infanterie-Brigade. Wintzingerode wurde ebenfalls im Jahr 1857 à la suite des Generalstabes gestellt und zum Generalmajor befördert. Er wurde 1859 mit dem Roten Adlerorden II. Klasse mit Eichenlaub ausgezeichnet und 1860 mit der Führung der 13. Division beauftragt. 1861 übernahm er ebd. die Kommandeursstellung, hat den Stern zum Roten Adlerorden II. Klasse mit Eichenlaub erhalten und avancierte schließlich zum Generalleutnant. Wintzingerode wurde 1863 mit der Besichtigung der Bundeskontingente in Sachsen-Weimar, Anhalt, Hessen-Homburg, Schaumburg-Lippe, Lippe und Waldeck beauftragt. In diesem Zusammenhang wurden ihm 1863 das Großkreuz des Sachsen-Weimar'schen Hausorden vom Weißen Falken, der Waldecksche Militärverdienstorden I. Klasse und die Schaumburg-Lippischen Verdienstmedaille verliehen.
1864 nahm er vor Düppel und Alsen am Krieg gegen Dänemark teil. Wintzingerode erhielt 1864 die Schwerter zum Roten Adlerorden II. Klasse mit Stern und Eichenlaub, das Komturkreuz zum Königlichen Hausordens von Hausorden sowie den Orden der Eisernen Krone I. Klasse mit Kriegsdekoration. Schlussendlich wurde Wintzingerode 1865 mit Pension unter Verleihung des Roten Adlerordens I. Klasse mit Eichenlaub und Schwertern am Ringe zur Disposition gestellt.

### Familie
Am 7. Oktober 1835 heiratete er Eleonore Krezzer (1808–1897), eine Tochter des Senatspräsidenten Lambert Josef Krezzer (1770–1865) aus Köln. Aus der Ehe gingen ein Sohn und zwei Töchter hervor:
- Friedrich (* 1837), preußischer Major
- Klara (* 1842)
- Auguste (* 1844)